# Creep - Il chirurgo
Creep - Il chirurgo (Creep) è un film del 2004 diretto da Christopher Smith.
Il film è stato proiettato per la prima volta nel 2004 al Toronto International Film Festival, inoltre è stato proiettato al London Fright Fest.
Il film è stato paragonato ad una pellicola girata nel 1972, Death Line, che era anch'essa ambientata nella Metropolitana di Londra ed aveva tra i personaggi un assassino cannibale. Il regista Smith, il quale ha affermato di non aver visto tale film, ha riconosciuto invece come fonte di ispirazione una scena di Un lupo mannaro americano a Londra ripresa nella metropolitana londinese.

## Trama
Arthur e George, due ex criminali impiegati ora nei servizi sociali, si trovano nelle gallerie sotterranee delle fogne londinesi, mandati lì dalle forze dell'ordine allo scopo di ripulirle e prestare così un servizio utile alla città. All'improvviso i due, impegnati nel loro lavoro, sentono uno strano rumore simile ad un grido stridulo. Poco dopo procedendo si imbattono in un muro che presenta una breccia tra i mattoni; Arthur (il più anziano dei due) dichiara di non ricordarsi dell'esistenza di questa galleria e, incuriosito, decide di dare un'occhiata. George aveva preferito aspettarlo sul posto ma, non vedendolo tornare indietro, si addentra anch'esso nella galleria. Seguendo il tracciato sente dapprima altri echi di grida soffocate, e più tardi ritrova l'amico disteso nell'acqua e spaventato a morte. Incuriosito ed intimorito, George comincia a guardarsi attorno quando d'un tratto sente qualcosa e vede, per un attimo, sbucare dall'oscurità una donna col volto insanguinato che viene trascinata via.
La sera stessa Kate è ad una festa. George è in città e Kate, insieme ad una sua amica, vuole raggiungerlo per chiedergli un autografo. In seguito incontra Guy, un amico che ha una cotta per lei e che crede erroneamente sia reciproca, e gli chiede un'informazione. Quando Kate apprende che la sua amica ha cambiato idea ed è andata via prima, esce seccata dal party e si reca alla metropolitana per poter tornare verso casa. Non riuscendo a fare il biglietto presso un distributore automatico paga venti sterline ad una barbona per averne uno da lei. Tuttavia giunta presso la fermata del metrò, a causa del troppo alcool, si rilassa un po' e si addormenta. Al suo risveglio la stazione è deserta ed è notte inoltrata. Preoccupata tenta di recarsi verso l'uscita, ma sfortunatamente la trova chiusa. Dopo vari tentativi sente arrivare un treno e decide di ritornare sulla banchina nella speranza di riuscire a salirvi. Però, subito dopo la partenza, il treno si ferma misteriosamente tra due stazioni; così Kate tenta di raggiungere il conducente per avere informazioni, ma trova la porta della cabina di comando chiusa e nessuno dall'altra parte a rispondere (il conducente era, infatti, stato ucciso). D'un tratto si spengono tutte le luci del vagone e la ragazza, proseguendo lungo il corridoio, intravede più avanti un uomo con una torcia che la osserva senza risponderle. Sulle prime crede sia un controllore o un addetto ai lavori, ma quando questi si avvicina Kate tenta di sfuggirgli e scivola, cadendo a terra. Scoprirà poi, con sollievo, che l'individuo sospetto è Guy, che l'aveva evidentemente seguita per passare la notte con lei e che le propone di restare là fino al mattino seguente. Kate, pensando ad uno scherzo, lo prende un po' in giro e allora Guy, sbronzo e sotto l'effetto di sostanze stupefacenti, tenta di violentarla. Ma subito dopo che Guy si è gettato su Kate, le porte del metrò si aprono inaspettatamente e l'uomo viene trascinato di forza fuori dal vagone. Kate, spaventata dalle sue urla di dolore, cerca di avvicinarsi alle portiere per aiutarlo quando Guy ricompare, tutto insanguinato e malconcio. Proprio mentre la incita a scappare viene afferrato nuovamente dal misterioso aggressore e così la ragazza, impaurita, scappa arrivando al termine del treno. Quando si accorge che qualcuno la sta seguendo, scende sui binari e poco dopo si reintroduce in una stazione. Inizia a percorrere vari corridoi e trova un telefono, che sfortunatamente non funziona. Purtroppo quando finalmente trova una via d'uscita si accorge che è sbarrata. Così, stanca e scoraggiata, Kate si accascia in un angolo. Dopo poco tempo è raggiunta da un piccolo cane (in realtà l'aveva già visto in precedenza, era il cane della ragazza che gli aveva venduto il biglietto). Decide così di seguirlo (speranzosa di cercare aiuto) e arriva in una stanzetta interna ad un muro di un corridoio dove abitano Jimmy e Mandy (la ragazza del biglietto), una coppia di barboni. Kate supplica allora Jimmy di condurla da una guardia di sicurezza. In un primo momento il senzatetto si mostra ostile nei confronti della ragazza e accetta solo quando ella gli offre una banconota da cinquanta sterline. Durante l'assenza dei due, però, il misterioso aggressore si rifà vivo e rapisce Mandy, rimasta sola. Le urla della barbona vengono udite da Jimmy che prontamente lascia Kate, che nel frattempo aveva trovato Guy morente. La donna presta dunque alcune cure al ragazzo e, avendo visto una sorta di citofono, chiama la guardia di sicurezza che, però, credendola una vagabonda, si rifiuta di dar retta alle sue affermazioni. L'agente si ricrederà solo dopo aver visto il cadavere di Guy, che intanto era morto, ma è troppo tardi, infatti la misteriosa creatura raggiunge la guardia e gli taglia la gola. Kate, allora, in preda al panico ritorna all'alloggio dei due barboni, dove, però, troverà soltanto Jimmy, che, per la disperazione, si era iniettato un'ingente quantità di droga. Dopo averlo fatto riprendere Kate ed il ragazzo seguono la pista di sangue lasciata da Mandy e giungono al treno rimasto bloccato sui binari. Lì, però, il misterioso assassino afferrerà la testa di Jimmy e la schiaccerà tra la congiunzione di due vagoni. La ragazza, allora, rimasta sola, tenta la fuga tra i vari cunicoli della metropolitana, ma finirà per essere catturata dal malvagio aggressore che si rivela essere un uomo deforme con problemi psicologici. Kate è, dunque, messa in un canale fognario chiusa da delle gabbie. Lì la ragazza farà la conoscenza di George (l'uomo dell'inizio) e assieme a lui escogita un piano per fuggire dal luogo. Purtroppo, però, mentre Kate riesce ad uscire dalla sua gabbia ritorna l'essere, fortunatamente, però, George riesce a distrarlo dando la possibilità a Kate di uscire e colpire l'aguzzino con il tacco di una sua scarpa. Liberato anche George i due fuggono attraverso i vari meandri della metropolitana londinese. Giungeranno, poi, in una sorta di sala operatoria dove troveranno Mandy stesa su di un lettino in fin di vita. Il crudele aggressore, in breve, li raggiungerà e George e Kate saranno costretti a fuggire nuovamente. L'essere, però, anziché continuare ad inseguirli si reca nella sala operatoria dove indossa un camice da chirurgo e inizia a fingere di svolgere alcune operazioni tipiche di un medico, concludendo tale “rito” afferrando una cesoia e mutilando Mandy. Intanto i due fuggitivi giungono in un vecchio vagone abbandonato dove si fermano ad osservare alcune foto dell'infanzia del misterioso assassino, che lo ritraggono assieme ad un medico. Successivamente, però, vengono nuovamente raggiunti dal maniaco che viene steso a terra da George. Kate afferra, allora, una mazza, con l'intenzione di colpirlo, ma l'essere la supplica di lasciarlo vivere in cambio della libertà. La ragazza ha, dunque, un momento di ripensamento, ma l'aggressore non perde tempo e uccide George, sfruttando un suo momento di distrazione. Kate spaventata osserva che l'essere porta un braccialetto con su scritto “Craig”. Deduce, allora, che quello doveva essere il suo nome e che probabilmente doveva trattarsi di un sopravvissuto ad un aborto, cresciuto con deformità fisiche e psicologiche.
Infine Kate riesce ad infilare una sorta di gancio di ferro nella gola di Craig e lanciare la catena a cui era collegato al di là delle rotaie, tentando di colpire il cavo dell'alta tensione. La catena viene, poi, trascinata via da un treno di passaggio e con essa il gancio che, seguendola, lacera la gola dell'assassino che muore.
Finalmente libera, Kate segue le rotaie fino ad arrivare ad una stazione. Lì, esausta, si siederà sul pavimento, ancora scioccata per l'intensa nottata passata. In breve la raggiungerà anche il cane di Mandy e Jimmy venendole in braccio. Poco dopo si vedono arrivare i primi pendolari in attesa del metrò. Uno di essi, scambiandola per una barbona le lancerà una monetina. Kate inizia, allora, a sorridere e a rallegrarsi di essere sopravvissuta. La scena si chiude con un primo piano su Kate che guarda quasi terrorizzata verso lo spettatore.

## Curiosità
Negli extra dell'edizione DVD italiana è presente una scena tagliata che mostra la morte di Mandy molto dettagliatamente: alla ragazza vengono strappati gli occhi con degli attrezzi chirurgici e poi viene finita con un enorme paio di forbici.
Sempre nell'edizione DVD italiana sono presenti gli storyboard di un inizio e di una fine mai girati. La fine originale vedeva Kate e il mostro lottare sui binari della metropolitana; era infatti previsto che Kate si sarebbe salvata appiattendosi tra i binari, mentre Craig sarebbe stato investito dal treno.
In Italia, il film è stato distribuito dalla BIM DISTRIBUZIONE E dalla IIF, ed è stato vietato ai minori di 18 anni per le scene di fortissima violenza e inquietanti che incutono terrore.